# Gaisstein
Der Gaisstein ist ein 974 m ü. A. hoher Berg in den Gutensteiner Alpen in Niederösterreich. Trotz seiner geringen Höhe hat die Gipfelregion alpinen Charakter, da sie sehr felsig und beinahe baumfrei ist. Der Gipfel befindet sich auf dem Gemeindegebiet von Furth an der Triesting, von wo aus auch die meisten Wanderer den Berg besteigen.
Der sich in Ost-West-Richtung erstreckende Gipfelkamm wird auf der Nordseite von einer imposanten Felswand abgegrenzt.
Rund um den Gipfel befindet sich seit einigen Jahren ein Wildtiergehege, dessen Umzäunung an zwei Stellen über eine Leiter und durch eine Drehtüre überwunden werden kann, sodass der Gipfel nach wie vor erreichbar ist.
Bekannte Nachbarberge des Gaissteins sind das Hocheck (1037 m) und das Kieneck (1106 m). Ebenfalls in der Nähe befindet sich das beliebte Ausflugsziel Steinwandklamm.